# Lacanobia griseomontana
Lacanobia griseomontana là một loài bướm đêm trong họ Noctuidae.